# Universität Côte d’Azur

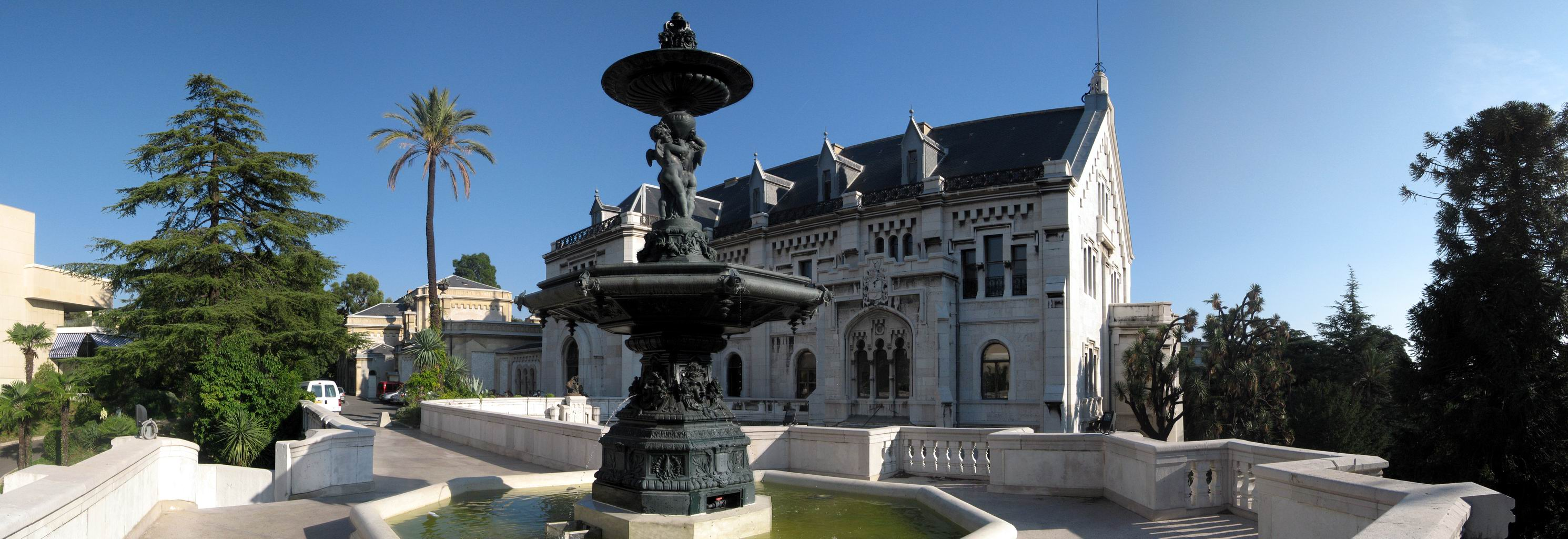
Das „Große Schloss“ auf dem Campus Valrose in Nizza

Die Universität Côte d’Azur (französisch Université Côte d’Azur) ist eine französische Hochschule mit Sitz in Nizza im Département Alpes-Maritimes in der Region Provence-Alpes-Côte d’Azur. Sie entstand am 25. Juli 2019 aus dem Zusammenschluss der Universität Nizza Sophia-Antipolis und weiteren Institutionen zur neuen Universität Côte d’Azur. Am 9. Januar 2020 wurde Jeanick Brisswalter zum Präsident der Universität Côte d’Azur gewählt. Die Universität ist benannt nach der französischen Riviera (Côte d’Azur), einem Teil der Mittelmeerküste. Sie verfügt über Standorte in Nizza, Menton, Cannes sowie im Technologie- und Wissenschaftspark Sophia Antipolis (Gemeinde Valbonne).